# 14217 Оахака
14217 Оахака (14217 Oaxaca) — астероїд головного поясу, відкритий 10 листопада 1999 року.
Тіссеранів параметр щодо Юпітера — 3,491.
Названо на честь міста та штату в Мексиці Оахака.